# شیوری مییاکه
شیوری مییاکه (انگلیسی: Shiori Miyake؛ زادهٔ ۱۳ اکتبر ۱۹۹۵) بازیکن فوتبال اهل ژاپن است.
از باشگاه‌هایی که در آن بازی کرده‌است می‌توان به باشگاه فوتبال آی ان ای سی کوبه لئونسا اشاره کرد.
وی همچنین در تیم‌های ملی فوتبال زیر ۱۷ سال زنان ژاپن و زنان ژاپن بازی کرده‌است.